# Otto Käszner
Otto Georg Käszner (født 2. juli 1938 i Horsens, død 11. november 2019 på Hillerød Hospital efter kort tids hjertesygdom.) var en dansk arkitekt, der fra 1989 til 1998 var stadsarkitekt i Københavns Kommune. 
Käszner var søn af murermester Ernst Georg Wilhelm Käszner (1900-1970) og Ruth Andersen (1901-1971).  Han tog realeksamen fra Horsens Statsskole 1954, blev murersvend 1958 (W. Käszner & Søn) og bygningskonstruktør fra Horsens Bygmesterskole 1959. Han gik på Kunstakademiets Arkitektskole i København fra 1963 til 1966, hvor han tog afgang. Han var ansat hos Arne Jacobsen 1960-61 og Erik Korshagen 1968-72, arbejdede i Housing Research and Development Unit, University of Nairobi, Kenya 1972-76; Bura Project, National Irrigation Board, Nairobi, Kenya 1976-79 og i Københavns Kommune, Stadsarkitektens Direktorat fra 1979. Han var vicestadsarkitekt 1986-89 og stadsarkitekt 1989-98. Efter ham blev embedet nedlagt; dog er det blevet genoprettet med færre beføjelser 2001.
Undervejs var han på korttidsmissioner for Danida 1981-86, formand for Styringsgruppen for opmåling og restaurering af dansk arkitektur i Tranquebar og medlem af Miljøministeriets bygningskulturudvalg 1989-90. Han fik Nykredits opmuntringslegat sammen med stadsingeniør Jens Rørbech for renovering af Københavns pladser. 
Han blev gift 8. september 1962 i København med sygeplejerske Jonna Tove Lundahl (født 7. september 1940 i Sankt Mariæ sogn, Helsingør), datter af frisørmester Carl Gunnar Lundahl (født 1911) og Rigmor Elvira Lundahl (født Larsen 1910) viet i Gurre Kirke, 1936. 
I 1986 flyttede Otto og Jonna ind i det stråtækte hus fra det 18. århundrede i Usserød i Hørsholm kommune, hvor arkitekt og designer Poul Henningsen boede indtil sin død i 1967.

## Værker
- Renovering af Københavns pladser, herunder Gammel Strand (1990), Vimmelskaftet (1990), Gammeltorv/Nytorv (1992), Sankt Hans Torv og Kongens Nytorv (1992)
- Renovering af Strøget og Strædet (1989-93)

## Konkurrencer
- Hovedbibliotek i Gent (1969, indkøbt, sammen med Erik Appel, N. Truelsen og N.O. Vorting)
- Administrationsbygninger for Kreditforeningen Danmark (1980, 2. præmie, sammen med Niels Randsborg)
- Byfornyelse i Esbjerg (1981, 1. præmie, sammen med Bo Vagnby og civilingeniør Anker Lohman)

## Publikationer
- (sammen med Hans Helge Madsen), Den præmierede by, København: Arkitektens Forlag 2003.